# Підгірки (зупинний пункт)
Підгірки — зупинний пункт Ізюмського напрямку. Розташований між станцією Ізюм та зупинним пунктом Яхничів. Пункт розташований в селі Діброва Ізюмського району. На пункті зупиняються лише приміські потяги. Пункт відноситься до Харківської дирекції Південної залізниці.
Відстань до станції Основа — 131 км.